# Her Bright Skies
Her Bright Skies är en svensk rockgrupp bildad 2005. Bandet bildades i Jönköping, som även är hemorten för medlemmarna. 

## Bandmedlemmar
- Petter "Pete" Nilsson - Gitarr/Bakgrundssång
- Niclas "Nikki" Sjöstedt - Gitarr

## Tidigare medlemmar
- Albin Blomqvist - Bas/Bakgrundssång
- Åke "Stenen" Johansson - Klaviatur, dragspel och sång
- Jonas "Mr. X" Gudmundsson - Trummor
- Joakim "Jolly" Karlsson - Bas/Bakgrundssång
- Johan "Jaybee" Brolin - Sång

## Singel
- "Little Miss Obvious" (2010)[1]
- "Ghosts Of The Attic" (2011)[2]
- "Lovekills" (2012)
- "Bonnie & Clyde" (Panic & Action) (2014)
- "Bored" (2020)

## EP
- "Her Bright Skies" (2006)
- "Beside Quiet Waters" (2007)
- "DJ Got Us Falling In Love" (2012)
- "Prodigal Son" (2015)

## Album
- "A sacrament; Ill city" (2008)
- "Causing A Scene" (2010)
- "Rivals" 2012

1. The Best You'll Get 3:56
2. Killing Me 3:09
3. Sing It! 3:38
4. Little Miss Obvious 3:30
5. Heartbreaker 3:23
6. Sober Nights 3:49
7. Sold Our Souls (To Rock & Roll) 3:54
8. Shake U 3:09
9. Pretty Things 4:44
10. Stargazer/Icebreaker 3:27
11. Kiss Like This 3:31
12. Hollywood Dreamin'4:23